# Robert N. Stanfield
Robert N. Stanfield (Umatilla, 1877. július 9. – Weiser, 1945. április 13.) az Amerikai Egyesült Államok szenátora (Oregon, 1921–1927).